# Johann Erdmann von Promnitz
Johann Erdmann Reichsgraf von Promnitz (* 2. Februar 1719 in Sorau, Niederlausitz; † 4. Juli 1785 wahrscheinlich in Durlach, Markgrafschaft Baden-Durlach) war freier Standesherr zu Pleß, Herr von Sorau, Triebel, Naumburg am Bober und Drehna, sowie auf Vetschau in der Niederlausitz und in Schlesien.

## Leben
Johann Erdmann war ein Sohn von Erdmann II. Graf von Promnitz und Prinzessin Anna Maria von Sachsen-Weißenfels.
1745 erbte er die freie Standesherrschaft Pleß, sowie die Herrschaften Sorau, Triebel und Naumburg am Bober von seinem Vater nach dessen Tod. 1760 erhielt er die Herrschaften Klitschdorf, Wehrau und Drehna, sowie Vetschau von seinem verstorbenen Halbbruder Seyfried.
1765 gab Johann Erdmann nach dem Tod seiner Frau ohne Erben die freie Standesherrschaft Pleß an seinen Neffen Friedrich Erdmann von Anhalt-Köthen und verkaufte die Herrschaften Sorau und Triebel an den sächsischen Kurfürsten. Die Herrschaft Drehna sowie Vetschau überließ er seiner Schwester Agnes Sophie Reuß zu Ebersdorf.
1785 starb Johann Erdmann von Promnitz auf einer Reise wahrscheinlich im badischen Durlach an Gallenfieber. Mit ihm starb das Grafengeschlecht von Promnitz in männlicher Linie aus.

## Ehe
Johann Erdmann von Promnitz war verheiratet mit Karoline von Schönaich-Carolath (20. Juni 1727–18. Dezember 1762).
Die beiden hatten keine Kinder.